# 前略。我與貓和天使同居。
《前略。我與貓和天使同居。》原作為緋月薙、擔任插畫，2010年7月31日由HJ文庫出版發行的日本輕小說作品。繁體中文版由東立出版社代理發行。
漫畫版由臺灣漫畫家洪育府製作，連載於臺灣漫畫雜誌「龍少年」。

## 故事簡介
聖之丘高中的新任教師水上悟在返家的路上，於路旁撿到遭遺棄的三隻貓，和年約十五歲前後的少女——澪，並與他們展開了共同生活。澪對自己的事幾乎全無記憶，卻好似能與貓咪們溝通，更是令人驚異的是她豐富的動漫知識，實在是個非常不可思議的少女。不過那也難怪，因為這是天界天使們的陰謀，究竟澪與悟和貓咪們的命運將會如何!?

## 登場人物

### 聖之丘高中
水上悟（Satoru Mizukami）
本作男主角，在私立聖丘學園中擔任數學老師和高中部二年級的班級導師，為了通勤方便借住在時常旅居國外的叔公叔母家，在外表和行為上都是一個很普通的男人，但十分的溫柔。
在一個雨夜中收養了澪和三隻小貓，在後來的故事中成為了澪的堂哥，並和澪在故事最後結為夫妻。
水上澪（Mio Mizukami）
本作女主角，外表棕髮棕瞳，身材嬌小苗條並有著看似外國人的美貌，在一個雨夜中獨自坐在路邊，被悟帶回家中收留;真實身分為編號301655的天使素體。
在後來的故事中成為了悟的堂妹，並和悟在故事最後結為夫妻。

### 三隻小貓
比絲（Vis）
白色雌貓，化為人形時的名字為「真白」。
伊芙（Eve）
黑色雌貓，化為人形時的名字為「聖宵」。
理德（Lid）
白底黑色斑紋的雄貓，化為人形時的名字為「綾人」。

### 聖之丘高中的人
黑木司（Tsukasa Kuroki）
悟的死黨，職業為警察。
鈴宮細音（Suzumiya Sazane）
澪的兒時玩伴，綁馬尾的元氣少女。

### 天使
財天寺努（Tsutomu Zaitentera）
真名「茲特列奇耶魯」，在人間的身分為校工。
白川有紗（Shirakawa Arisa）
真名「詩利亞」，在人間的身分為學校事務員。
加百列（Gabriel）
位於天界最高階層，四大熾天使其中一位。女性。

## 出版書籍

### 小說
| 卷數 | Hobby Japan  | Hobby Japan            | 東立出版社    | 東立出版社             |
| 卷數 | 初版發售日期 | ISBN                   | 初版發售日期  | ISBN                   |
| ---- | ------------ | ---------------------- | ------------- | ---------------------- |
| 1    | 2010年8月1日 | ISBN 978-4-7986-0106-9 | 2011年4月14日 | ISBN 978-986-10-7499-3 |
| 2    | 2011年1月1日 | ISBN 978-4-7986-0152-6 | 2011年8月4日  | ISBN 978-986-10-8316-2 |
| 3    | 2011年6月1日 | ISBN 978-4-7986-0214-1 | 2011年10月6日 | ISBN 978-986-10-8694-1 |
| 4    | 2011年9月1日 | ISBN 978-4-7986-0265-3 | 2012年1月5日  | ISBN 978-986-10-9243-0 |
| 5    | 2012年3月1日 | ISBN 978-4-7986-0358-2 | 2012年8月2日  | ISBN 978-986-317-633-6 |
| 6    | 2012年7月1日 | ISBN 978-4-7986-0399-5 | 2013年1月28日 | ISBN 978-986-324-748-7 |

### 漫畫
《前略。我與貓和天使同居。》漫畫版由洪育府所畫，由東立出版社出版。
| 卷數 | 東立出版社    | 東立出版社                          |
| 卷數 | 初版發售日期  | ISBN/EAN                            |
| ---- | ------------- | ----------------------------------- |
| 1    | 2015年8月5日  | ISBN 978-986-382-496-1              |
| 2    | 2016年7月4日  | ISBN 978-986-470-006-6              |
| 3    | 2017年1月20日 | EAN 471-094-555-000-8（首刷附錄版） |
| 4    | 2017年11月6日 | EAN 471-094-555-351-1（首刷附錄版） |
| 5    | 2018年4月9日  | ISBN 978-957-26-0923-1              |
| 6    | 2018年11月5日 | ISBN 978-957-26-2045-8              |
| 7    | 2019年4月8日  | ISBN 978-957-26-2798-3              |

## 外部連結
- http://www.hobbyjapan.co.jp/hjbunko/series/67/index.html （页面存档备份，存于）